# Strada A8 (Gran Bretagna)
La strada A8 (in inglese A8 road e in gaelico scozzese rathad A8) è una delle principali strade di categoria A britanniche. Corre tra Edimburgo e Greenock, passando per Glasgow.